# Мендикаринський район
Мендика́ринський район (каз. Меңдіқара ауданы, рос. Мендыкаринский район) — адміністративна одиниця у складі Костанайської області Казахстану. Адміністративний центр — село Боровський.

## Населення
Населення — 22547 осіб (2021; 32016 у 2009, 39632 у 1999, 47923 у 1989).
Національний склад (станом на 2010 рік):
- росіяни — 12957 осіб (41,22 %)
- казахи — 12486 осіб (39,72 %)
- українці — 2591 особа (8,24 %)
- німці — 1390 осіб (4,42 %)
- білоруси — 898 осіб
- татари — 375 осіб
- азербайджанці — 143 особи
- башкири — 99 осіб
- удмурти — 90 осіб
- молдовани — 72 особи
- чуваші — 55 осіб
- поляки — 50 осіб
- мордва — 44 особи
- вірмени — 23 особи
- чеченці — 19 осіб
- корейці — 6 осіб
- інгуші — 5 осіб
- інші — 130 осіб

## Історія
Район був утворений 1928 року як Мендигаринський у складі Кустанайського округу. 1930 року до складу району була приєднана територія ліквідованого Боровського району (утворений 1928 року). Того ж року район перейшов у пряме підпорядкування Казахській РСР. 1932 року район увійшов до складу Актюбінської області, 1936 року — до складу Кустанайської області. 1963 року район був перейменований у Боровський. 4 травня 1993 року район отримав сучасну назву.

## Склад
До складу району входять 11 сільських округів:
| Поселення                          | Площа, км² | Населення, осіб (1989) | Населення, осіб (1999) | Населення, осіб (2009) | Населення, осіб (2021) | Центр         | Населені пункти |
| ---------------------------------- | ---------- | ---------------------- | ---------------------- | ---------------------- | ---------------------- | ------------- | --------------- |
| Альошинський сільський округ       | -          | 2822                   | 2343                   | 1531                   | 1202                   | Молодіжне     | 3               |
| Боровський сільський округ         | -          | 11566                  | 10025                  | 9781                   | 8807                   | Боровський    | 1               |
| Будьонновський сільський округ     | -          | 2059                   | 1883                   | 1284                   | 999                    | Будьонновка   | 2               |
| Введенський сільський округ        | -          | 3070                   | 2343                   | 1456                   | 905                    | Введенка      | 3               |
| Каракогинський сільський округ     | -          | 2877                   | 2470                   | 1879                   | 627                    | Узинагаш      | 4               |
| Краснопрісненський сільський округ | -          | 2930                   | 2550                   | 1664                   | 1158                   | Красна Прісня | 4               |
| Ломоносовський сільський округ     | -          | 3667                   | 3180                   | 2627                   | 919                    | Каскат        | 4               |
| Михайловський сільський округ      | -          | 6004                   | 5475                   | 4441                   | 2969                   | Михайловка    | 5               |
| Первомайський сільський округ      | -          | 5671                   | 4211                   | 3653                   | 2774                   | Первомайське  | 5               |
| Соснівський сільський округ        | -          | 4733                   | 3558                   | 2712                   | 1763                   | Харківське    | 6               |
| Тенізовський сільський округ       | -          | 2524                   | 1594                   | 988                    | 424                    | Тенізовське   | 2               |

- 18 грудня 2019 року Каменськуральський сільський округ розділено на Аксуатську сільську адміністрацію та Каменськуральську сільську адміністрацію, Борківський сільський округ розділено на Борківську сільську адміністрацію та Тетяновську сільську адміністрацію; ліквідовано Аксуатську сільську адміністрацію та Каменськуральську сільську адміністрацію, території увійшли до складу Соснівського сільського округу; ліквідовано Борківську сільську адміністрацію та Тетяновську сільську адміністрацію, території увійшли до складу Михайловського сільського округу[4].

## Найбільші населені пункти
Населені пункти з чисельністю населення понад 1000 осіб:
| № | Населений пункт | Населення, осіб (1989) | Населення, осіб (1999) | Населення, осіб (2009) | Населення, осіб (2021) |
| - | --------------- | ---------------------- | ---------------------- | ---------------------- | ---------------------- |
| 1 | Боровський      | 11566                  | 10025                  | 9781                   | 8807                   |
| 2 | Первомайське    | 2967                   | 2303                   | 2217                   | 1873                   |
| 3 | Степановка      | 1485                   | 1415                   | 1227                   | 1101                   |

## Транспорт
Дороги районного значення:
| Індекс   | Назва                             | Довжина, км |
| -------- | --------------------------------- | ----------- |
| КР-MD-1  | Боровський — Будьонновка          | 36          |
| КР-MD-2  | Боровський — Молодіжне            | 32          |
| КР-MD-3  | Боровський — Узинагаш             | 66          |
| КР-MD-4  | Степановка — Борки                | 29          |
| КР-MD-5  | під'їзд до села Каменськуральське | 5           |
| КР-MD-6  | під'їзд до села Каскат            | 26          |
| КР-MD-7  | під'їзд до села Альошинка         | 1           |
| КР-MD-8  | під'їзд до села Каренінка         | 11          |
| КР-MD-9  | Будьонновка — Кизилту             | 7           |
| КР-MD-10 | Борки — Тетяновка                 | 25          |
| КР-MD-11 | Узинагаш — Туленгут               | 15          |
| КР-MD-12 | під'їзд до села Новоніколаєвка    | 5           |
| КР-MD-13 | Каскат — Лютинка                  | 12          |
| КР-MD-14 | під'їзд до села Тенізовське       | 8           |
| КР-MD-15 | під'їзд до села Кульчукай         | 5           |
| КР-MD-16 | під'їзд до села Байгожа           | 0,5         |
| КР-MD-17 | під'їзд до села Коктерек          | 0,5         |
| КР-MD-18 | під'їзд до села Шиєлі             | 0,8         |
| КР-MD-19 | під'їзд до села Івановка          | 1           |
| КР-MD-20 | під'їзд до села Лісне             | 5           |
| КР-MD-21 | Лісне — Нікітинка                 | 5           |
| КР-MD-22 | під'їзд до села Нікітинка         | 4           |
| КР-MD-23 | під'їзд до села Красносельське    | 9           |
| КР-MD-24 | Харківське — Приозерне            | 1           |
| КР-MD-25 | під'їзд до села Первомайське      | 6           |
| КР-MD-26 | під'їзд до села Красна Прісня     | 2           |
| КР-MD-27 | під'їзд до села Харківське        | 8           |
| КР-MD-28 | під'їзд до села Каменка           | 12          |
| КР-MD-29 | Харківське — Сосна                | 1,2         |